# Széll Kálmán tér

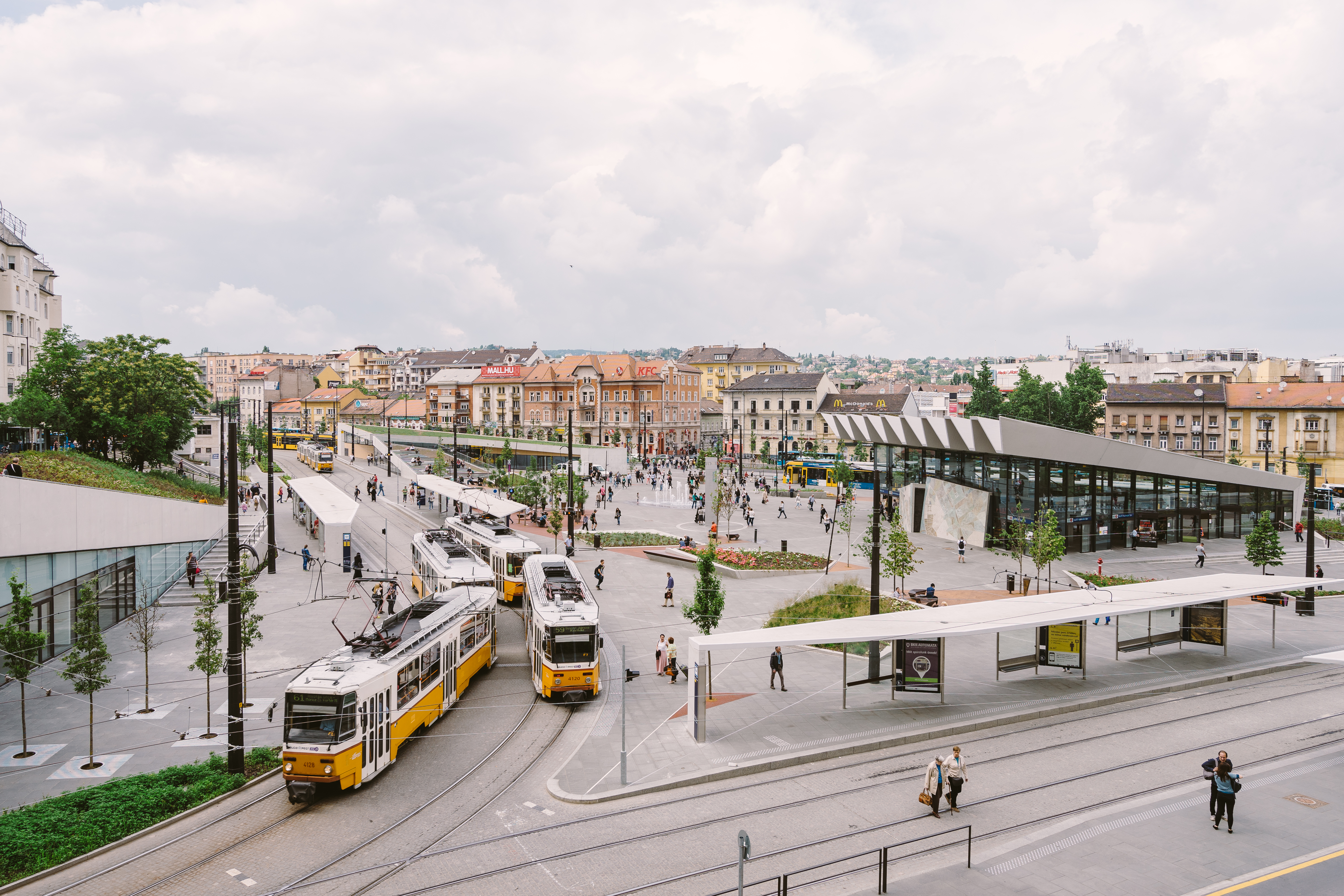
Blick auf den Platz (2016)

Der Széll Kálmán tér (von 1951 bis 2011 Moszkva tér) ist ein öffentlicher Platz in Budapest. Er stellt einen bedeutenden Verkehrsknotenpunkt in Buda dar und verbindet die Linie 2 der Metró Budapest mit zahlreichen Straßenbahn- und Buslinien. Unter anderem enden hier die Linien 4 und 6, die die Nagykörút bedienen.
Nachdem der Platz bis 1929 namenlos war, wurde er nach dem ehemaligen Premierminister Kálmán Széll benannt. Nach dem Zweiten Weltkrieg hieß er für kurze Zeit Sztalin tér. 1951, nach anderen Quellen bereits 1946, erhielt der Platz zu Ehren Moskaus den Namen Moszkva tér, bevor er 2011 im Budapester Stadtrat mit den Stimmen von Fidesz und Jobbik wieder in Széll Kálmán tér umbenannt wurde.

## Lage
Der Platz liegt im Norden Budas, etwa eineinhalb Kilometer von der nächstgelegenen Donauquerung, der Margaretenbrücke, entfernt. Ein Großteil des Platzes liegt im II. Bezirk, er grenzt zudem an den XII. und I. Bezirk. Am Széll Kálmán tér treffen die bürgerlichen Gegenden Krisztinaváros und Víziváros, das Villenviertel Rózsadomb, das touristisch geprägte Burgviertel und die gehobenen Stadtteile des Budaer Berglands zusammen. Aufgrund seiner zentralen Lage gilt der Platz als einer der beliebtesten Treffpunkte in Buda.

## Geschichte

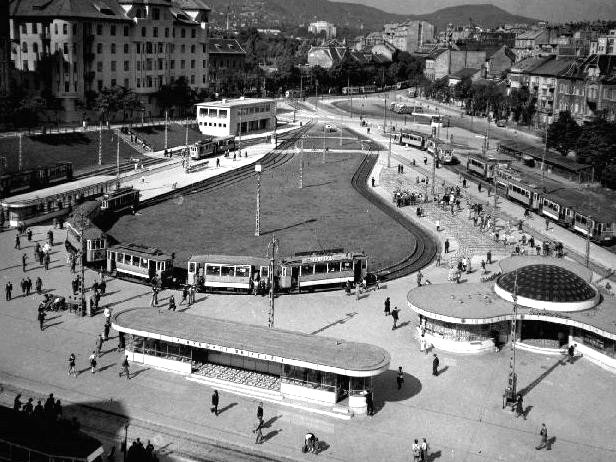
Széll Kálmán tér 1941

Ende des 17. Jahrhunderts entstand an der Stelle des heutigen Széll Kálmán tér eine Lehmgrube und später eine Ziegelei. Der Lehmabbau wurde aufgegeben, als Ende des 19. Jahrhunderts entlang der Westseite des Platzes ein Stadtring um die Innenstadt Budas, die heutige Margit körút/Krisztina körút, errichtet wurde. Auf dem Gelände der ehemaligen Grube errichtete daraufhin der Budaer Leichtathletik-Club eine Eislaufbahn und später einen Sportplatz mit Vereinsheim. In den 1930er-Jahren verkehrten vom Széll Kálmán tér aus Straßenbahnlinien Richtung Hűvösvölgy und Zugliget, die am Wochenende als Ausflugslinien bei der Stadtbevölkerung beliebt waren.
Während des Zweiten Weltkriegs wurde der Platz 1942 zum Straßenbahnknotenpunkt ausgebaut, als ein Mangel an Kautschuk den Autoverkehr beeinträchtigte. Dabei wurden die Gleise am Széll Kálmán tér für Straßenbahnen und Güterzüge ausgelegt, um im Falle einer Sprengung der Nördlichen Eisenbahnbrücke Güter vom Déli pályaudvár nach Óbuda transportieren zu können. In dieser Zeit entstand auch der Tunnel am südlichen Ende des Platzes, der eine bis dahin bestehende Rampe für Straßenbahnen ersetzte. Nach Kriegsende wurde die Strecke unter anderem für Kohletransporte aus Dorog genutzt. Noch bis 1964 transportierte die Lokomotiv- und Waggonfabrik Ganz dort Güter.
1972 eröffnete mit der Linie 2 der Metró Budapest (M2) die Station Moszkva tér, für die auf dem Platz ein großes Eingangsgebäude errichtet wurde. Die neue Metrohaltestelle steigerte die Bedeutung des Platzes für den Nahverkehr: Für viele Bewohner der Stadtteile und Vororte in den Budaer Bergen stellte sie die letzte innerstädtische Haltestelle dar.

## Umbau 2015/16

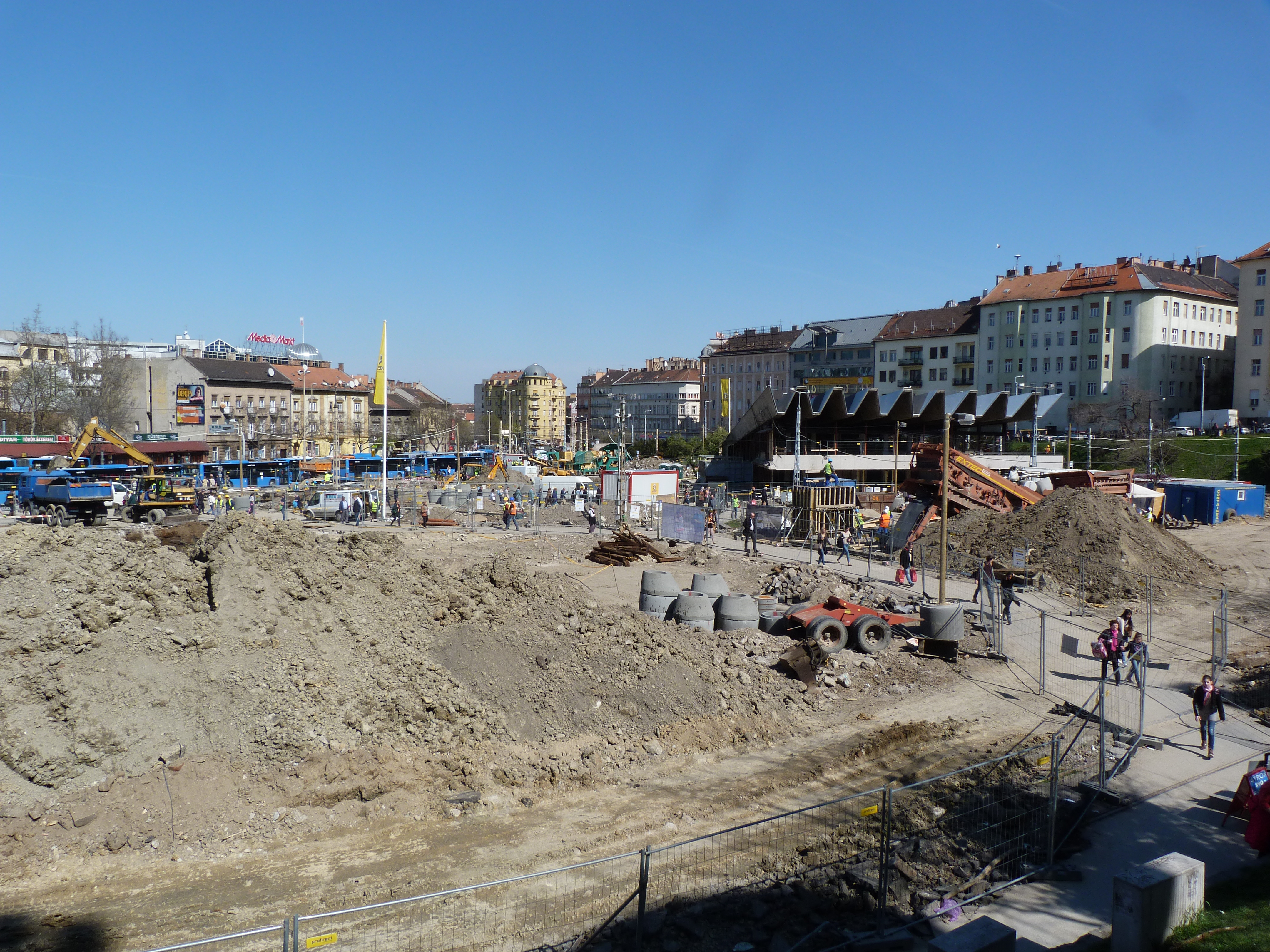
Széll Kálmán tér während der Bauarbeiten im Januar 2016

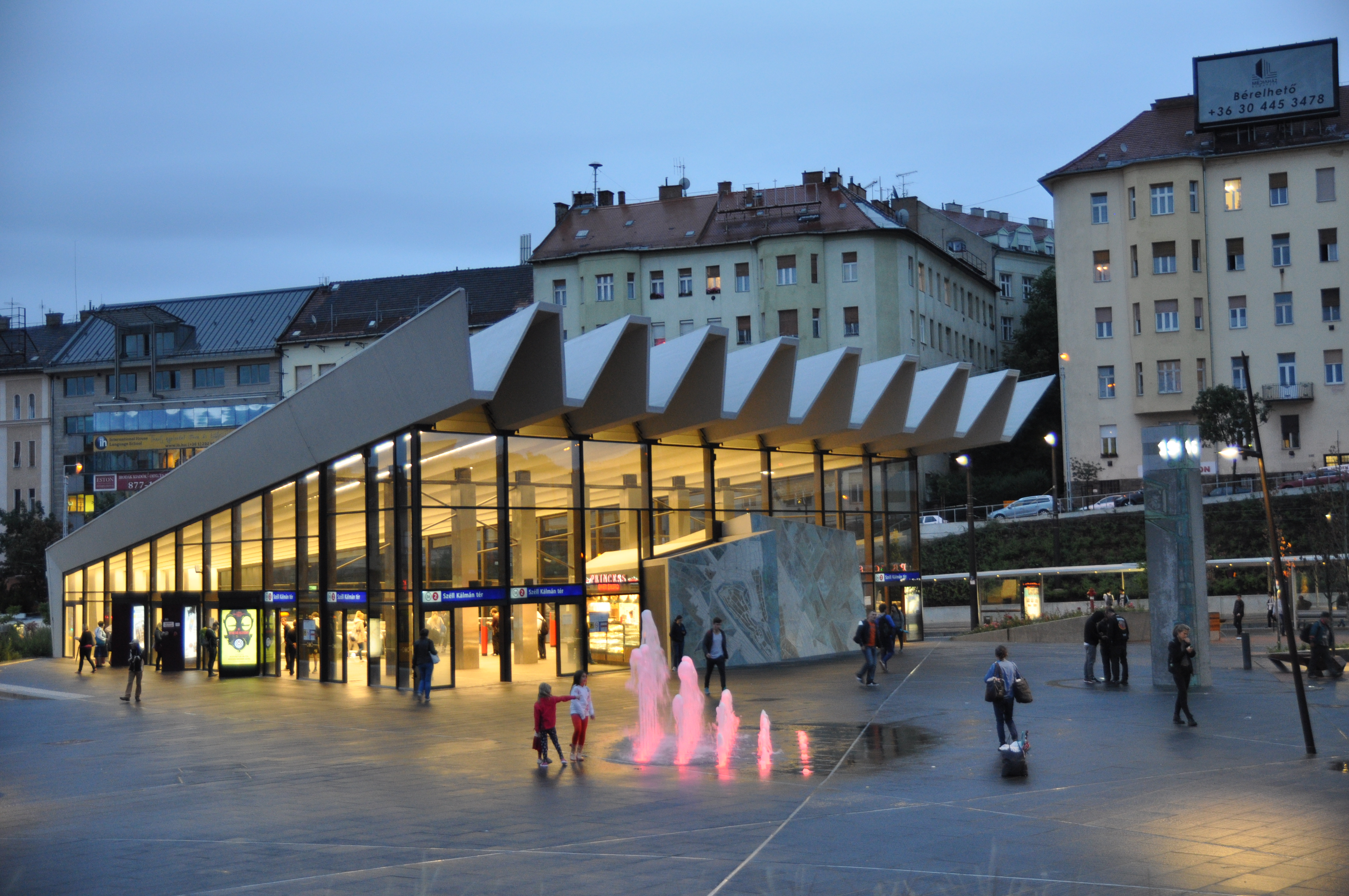
Das Eingangsgebäude der Metro nach der Renovierung

Nachdem der Platz zur Eröffnung der M2 1972 letztmals eine größere Sanierung und 1990 einen Umbau der Gleise erfahren hatte, planten die Budapester Verkehrsbetriebe (Budapesti Közlekedési Központ, BKK) ab 2011 eine Runderneuerung des Széll Kálmán tér mit einem Investitionsvolumen vom 3 Milliarden Forint. Die Bauarbeiten dauerten von Januar 2015 bis Mai 2016 und kosteten insgesamt 5,3 Milliarden Forint. Dabei wurden die Straßen, Gleise und Versorgungsleitungen vollständig erneuert und teilweise verlegt, der Zugang zur Metrolinie 2 renoviert, neue Wartehäuschen für die Straßenbahn errichtet und Fahrradwege gebaut. Zudem wurden neue Grünflächen und eine LED-Beleuchtung, die nachts die Wege der Fußgänger nachzeichnen soll, angelegt.
Die Oppositionspartei Jobbik stellte im Zusammenhang mit der Kostensteigerung des Umbaus im Mai 2016 Strafanzeige wegen „Veruntreuung öffentlicher Gelder“ und argumentierte, der Umbau sei „optisches Tuning“, das die Verkehrsbedingungen nicht verbessert hätte. Das Webportal Guiding Architects kritisierte, dass die Haltestellen der Linien 4 und 6 nicht verlegt worden seien und weiterhin an einer der am stärksten befahrenen Straßen Budapests lägen.